# Tircis canarien
Pararge xiphioides
Espèce
Statut de conservation UICN

 LC  : Préoccupation mineure
Le Tircis canarien (Pararge xiphioides) est une espèce de lépidoptères (papillons) de la famille des Nymphalidae, de la sous-famille des Satyrinae et du genre Pararge. 

## Dénomination
L'espèce a été nommée Pararge xiphioides par Otto Staudinger en 1871.

### Noms vernaculaires
Le Tircis canarien se nomme Canary Speckled Wood en anglais.

## Description
Le Tircis canarien est un papillon de taille moyenne ornementé en marron sur un fond de couleur orange vif avec aux ailes antérieures des taches orange et une grande tache à l'apex centrée d'un ocelle noir pupillé de blanc. Les postérieures ne présentent qu'une large bande submarginale orange, formée de taches chacune centrée par un ocelle noir pupillé de blanc.
Le verso des antérieures est semblable, avec l'ocelle à l'apex alors que les ailes postérieures possèdent une bande blanche de la côte à la cellule et une ligne de petits ocelles peu visibles.

### Chenille
La chenille a un corps vert jaunâtre avec une bande médio-dorsale vert plus foncé.

## Biologie

### Période de vol et hivernation
Le Tircis canarien est polyvoltin et vole toute l'année, l'existence d'un hivernage est incertain.

### Plantes hôtes
Les plantes hôtes de sa chenille sont diverses : Brachypodium sylvaticum et Brachypodium pinnatum) à La Palma, et aussi Dactylis glomerata, Carex divulsa, Agrostis capillaris, Luzula forsteri à Tenerife.

## Écologie et distribution
Le Tircis canarien est uniquement présent aux Îles Canaries, sur les îles de La Gomera, La Palma, Tenerife et Grande Canarie,.

### Biotope
Le Tircis canarien réside dans les laurisylves et les châtaigneraies.

### Liens taxonomiques
- (en) UICN : espèce Pararge xiphioides (consulté le 26 mars 2019)
- (en) Tree of Life Web Project : Pararge xiphioides
- (en) Catalogue of Life : Pararge xiphioides Staudinger, 1871
- (en) Fauna Europaea : Pararge xiphioides Staudinger, 1871 (consulté le 21 mars 2023)